# 소니 엑스페리아 태블릿 Z
소니 엑스페리아 태블릿 Z(Sony Xperia Tablet Z)는 소니 모바일 커뮤니케이션스에서 2013년 4월에 출시한 안드로이드 태블릿 컴퓨터이다.

## 방수/방진
IP57 수준의 방수, 방진을 지원한다.

## 색상
- 프리미엄 블랙

## 성능별 버전
소니 엑스페리아 태블릿 Z는 2가지 버전이 있는데, 4G 버전과 Wi-Fi 버전이있다. 대한민국에는 와이파이 버전만 출시된다.

### 4G LTE 버전
4세대 이동통신망을 지원하는 모델이자 표준모델이며, 일본에 먼저 출시되었다.

### 와이파이 버전
통신이 와이파이만 가능하다.

## 특수 기능

### 기타 기능

#### exFAT
exFAT포맷을 지원하여 용량이 4 GB이상인 파일을 사용할 수 있으며, 외장메모리에도 이 기술이 적용되었다.

## 경쟁 기종
- 샤프 아쿠오스 패드
- 아이패드 (4세대)
- 아이패드 미니
- 삼성 갤럭시 노트 8.0

## 출시국가
- 미국
- 일본
- 한국

그 외 다수 국가

## 같이 보기
- 소니 엑스페리아 태블릿 S
- 삼성 갤럭시 S4
- 소니 바이오 듀오 13